# Еппесен, Кристиан
Кристиан Еппесен (дат. Kristian Jeppesen, 20 декабря 1924, Фредериксберг, Дания — 14 ноября 2014) — датский археолог и историк архитектуры.
Родился в семье композитора и музыковеда Кнуда Еппесена. С 1958 по 1991 год был профессором классической археологии в Орхусском университете. Известен раскопками развалин Галикарнасского мавзолея, которые проводил в 1966—1977 годах. Его реконструкция этого памятника древней архитектуры считается общепризнанной.

## Труды
- The Maussolleion at Halikarnassos — Reports of the Danish Archaeological Expedition to Bodrum. Bde. 1-7, Aarhus: Aarhus University Press, 1981—2003.